# سیارک ۵۷۹۵
سیارک ۵۷۹۵ (به انگلیسی: 5795 Roshchina، نامگذاری:1978SH1) پنج هزار و هفتصد و نود و پنجمین سیارک کشف شده‌است که در ۲۷ سپتامبر ۱۹۷۸ کشف شد.
قدر مطلق سیارک برابر ۱۳٫۸۰ است.